# Ezequiel Rodríguez
Ezequiel Agustin Rodríguez (Buenos Aires, 11 de abril de 1977), é um ator argentino.

## Biografia
Nascido em 1977, ele estudou interpretação na Escola Nacional de Arte Dramática e Julio Bocca, Javier Daulte, Julio Chávez e outras personalidades da Argentina. Ele começou sua carreira em 1988 com a segunda temporada da série de televisão "somos de carne' e até mesmo um filme chamado 'Las puertitas de Sr.Lopez". Em 1992, segurando alguns dos cursos de literatura americana para a Fundação Ortega e Gasset na Espanha, e depois de voltar a seu país de origem é um assistente de produção em vários dramas de TV. Mais tarde, ele participou de várias séries de televisão, tais como "Six pai legal", "Gerente de familia" e "Hombres de ley" e até mesmo alguns papéis no teatro e cinema. Começou a gravar em 1998 para a série "Verano '98", mas deixou a série por causa de sua participação em, no qual ele era a estrela, chamada "El camino", com Antonella Costa. No teatro ao invés disso ele tomou parte nas obras "Besame mucho". Anteriormente, ele teve papéis pequenos em "La edad del sol" e "El Mundo mí contra".
Em 2011 ele ganhou um prêmio no Festival de Cinema de Nova York para Melhor Ator Internacional para "El Pozo", o filme do qual ele era o protagonista no mesmo ano. Entre 2012 e 2013 é Pablo, da série "Violetta". Ele também trabalhou em 2016 para "Soy Luna"

## Filmografia
| Ano       | Título                      | Função                    |
| --------- | --------------------------- | ------------------------- |
| 1988      | Somos de Carne              |                           |
| 1989      | Hombres de ley              |                           |
| 1990      | Sei forte papá              |                           |
| 1990      | Superclán                   |                           |
| 1991      | El gordo y el flaco         |                           |
| 1993-1995 | Gerente de familia          |                           |
| 1996      | Montaña rusa                |                           |
| 1999      | Verano del 98               | Damián Guzmán             |
| 2000      | Luna salvaje                | Alejandro "Alejo" Águilar |
| 2001      | PH                          | Lucas Grimaldi            |
| 2003      | Costumbres argentinas       | Marcos Liniers            |
| 2007      | Mujeres de nadie            | Octavio                   |
| 2010      | Casi Ángeles                | Kant                      |
| 2012-15   | Violetta                    | Pablo Galindo             |
| 2013-14   | Taxxi, amores cruzados      | Benito Gómez              |
| 2016      | Los ricos não piden permiso | Sebastian Yañes           |
| 2016-2018 | Soy Luna                    | Ricardo Simonetti         |
| 2017      | Las Estrellas               | Sebastián Le Brun         |